# Marksistskaja
Marksistskaja (ros. Марксистская) – stacja moskiewskiego metra linii Kalinińskiej (kod 084). Położona jest pod placem Tagańskim (Таганская площадь), będącym fragmentem Pierścienia B. Istnieje tutaj możliwość przejścia na stacje Taganskaja linii orkężnej i stację o tej samej nazwie na linii Tagańsko-Krasnopriesnieńskiej. Wyjścia prowadzą na ulice Marksistskaja (stąd nazwa stacji) i Tagańskaja.

## Wystrój i podział
Stacja jest trzykomorowa, jednopoziomowa, posiada jeden peron. Kolumny pokryto czerwonym marmurem, a ściany nad torami różowym marmurem i czarnym granitem. Ściany końcowe posiadają mozaiki florenckie. Podłogi z szarego granitu ozdobiono czerwonym kamieniem w kształcie ośmioramiennej gwiazdy. Oświetlenie stanowią spiralne lampy. W zachodnim końcu hallu znajduje się przejście na linię Kolcewaja, a w środku hallu na linię Tagańsko-Krasnopriesnieńską.